# 奥利弗·里德尔
奥利弗·“奥利”·里德尔（德語：Oliver "Ollie" Riedel，1971年4月11日—），德国音乐家，现担任NDH乐队Rammstein的贝斯手。

## 生平

### 早年
1971年4月11日里德尔出生于什未林，有着波兰、丹麦、和意大利血统并且是独生子，长大后和父母有着良好的关系，这归功于他和父母之间较小的年龄差。孩童时，奥利弗不是个好学生，但通过他母亲的帮助，他完成了学业。奥利弗比较害羞，特别是少年时期，当他的朋友在迪斯科厅开派对时，他就在一旁闲逛。

### 音乐生涯
1990年他18岁时，奥利弗加入一个名为The Inchtabokatables的朋克摇滚乐队。1994年，他和Till Lindemann，Richard Z. Kruspe，Christoph "Doom" Schneider参加并赢得了一场业余乐队比赛，并获得了录制一部唱片的机会，随后Paul H. Landers和Christian "Flake" Lorenz加入，就形成了Rammstein。

### 个人生活
他有两个孩子，有一个是女孩，名叫艾玛并与她母亲分居。
他喜欢摄影和运动，特别是滑板和冲浪，制作"Keine Lust"MV时他提到，当他穿着肥大的衣服时他就想去单板滑雪。另有说明他是乐队里最懂电脑技术的成员。
他的性格在现场演出时显得更加微妙，他倾向于保留平头和有一定风格的山羊胡，他同时也是乐队中最高的成员，身高有2.01米。